# Адунаць (Арджеш)
Адунаць, Адунаці (рум. Adunați) — село у повіті Арджеш в Румунії. Входить до складу комуни Рика.
Село розташоване на відстані 84 км на захід від Бухареста, 47 км на південь від Пітешть, 97 км на схід від Крайови, 141 км на південь від Брашова.

## Населення
За даними перепису населення 2002 року у селі проживали 253 особи, усі — румуни. Усі жителі села рідною мовою назвали румунську.